# أوشامامبه
أوشامامبه هي بلدية في اليابان، وبلدة في اليابان، تقع في مقاطعة ياماكوشي، بلغ عدد سكانها 5,326 نسمة وذلك حسب إحصائيات سنة 2018، تبلغ مساحتها 310.76 كيلومتر مربع.